# 양산 통도사 백련암 용선접인도
양산 통도사 백련암 용선접인도(梁山 通度寺 白蓮庵 龍船接引圖)은 대한민국 경상남도 양산시, 통도사에 있는 조선시대의 탱화이다. 2014년 3월 20일 경상남도 문화재자료 제579호로 지정되었다.

## 지정 사유
통도사 백련암 용선접인도는 왕생자들이 아미타불의 인도에 따라 용선을 타고 극락왕생하는 모습을 한 화폭에 담은 작품으로 화면 구성은 아래쪽에 가로로 길게 용선이 그려져 있고, 그 한 가운데 돛을 배경으로 아미타삼존이 입상으로 나란히 배치되어 있다. 용선접인의 장면이 묘사된 그림은 많지 않은데, 그 대부분도 벽화의 형태로 남아 있다.
백련암 용선접인도는 현존하는 용선접인도 중 걸괘형식의 탱화 형태이면서 제작 시기도 분명한 19세기 용선접인도의 특징을 잘 보여주고 있다

## 참고 자료
- 양산 통도사 백련암 용선접인도 - 국가유산청 국가유산포털